# Al-Mahani
Abu Abdullah Muhammad ibn Isa al-Mahani (persisch أبو عبد الله محمد بن عيسى المهاني Abu-Abdollah Mohammad ebn-e Isa Mahani, * in Mahan; † um 880 in Bagdad) war ein persischer Astronom und Mathematiker des 9. Jahrhunderts.

## Leben
Aus astronomischen Tafeln (Hakimit-Tafeln) von Ibn Yunus machte er astronomische Beobachtungen von Konjunktionen und Finsternissen zwischen 853 und 866. Nach Ibn Yunus bestimmte er nach eigenen Angaben den Beginn von drei aufeinanderfolgenden Mondfinsternissen bis auf eine halbe Stunde genau. Erhalten ist eine Abhandlung von ihm über die Berechnung des Azimuts.
Im Fihrist wird er nicht als Astronom, sondern nur als Mathematiker erwähnt. Er schrieb Kommentare zu den Elementen von Euklid (Buch 1, 5, 10, 13), die bis auf die Kommentare zu Buch 1 erhalten sind, Über Sphäre und Zylinder von Archimedes und die Sphaerica des Menelaos (nicht erhalten). Den Kommentar zu Menelaos Sphaerica wurde im 10. Jahrhundert durch Ahmad ibn Abi Said al-Harawi überarbeitet, Nasir al-Din al-Tusi verwarf aber beide Kommentare und erstellte einen eigenen, der in der islamischen Welt am bekanntesten wurde.
Insbesondere versuchte er ein Problem von Archimedes zu lösen (Über Sphäre und Zylinder, Buch 2, Kapitel 4), eine Kugel durch eine Ebene in Volumina von gegebenem Verhältnis zu teilen. Das führt auf eine kubische Gleichung ({\displaystyle x^{3}+a=cx^{2}}), die er allerdings nach Omar Chayyam nicht lösen konnte. Er war aber der Erste, der das Problem auf eine algebraische Gleichung reduzierte. Das Problem wurde erst durch Abu Dscha'far al-Chazin im 10. Jahrhundert geometrisch mit Kegelschnitten gelöst.